# Records Casque de Diamant
 (février 2019).
Si vous disposez d'ouvrages ou d'articles de référence ou si vous connaissez des sites web de qualité traitant du thème abordé ici, merci de compléter l'article en donnant les références utiles à sa vérifiabilité et en les liant à la section « Notes et références ».
Cette page détaille une liste des records collectifs les plus significatifs du Championnat de France de football américain.

## Bilan général
- Plus grand nombre de titres : 12 par le Flash de La Courneuve (1997, 2000, 2003, 2005-2009, 2011, 2017-2018, 2022).
- Plus grand nombre de titres consécutifs : 7 par le Flash de La Courneuve (2005-2011).
- Plus grand nombre de participations à la finale : 18 par le Flash de La Courneuve (1997-1998, 2000-2003, 2005-2011, 2013, 2017-2018, 2022, 2024).
- Plus grand nombre de participations consécutives à la finale : 16 par les Argonautes d'Aix-en-Provence (1989-2004).
- Plus grand pourcentage de victoire en finale de Casque de Diamant (depuis 1995) : 75 % par les Spartiates d'Amiens.
- Plus grand nombre de victoires de division : 14 par le Flash de La Courneuve (1988, 1997-2001, 2005-2007, 2009, 2011, 2013-2014, 2017).
- Plus grand nombre de victoires consécutives de division : 7 par les Castors de Paris (1987-1993).
- Plus grand nombre de saisons consécutives en première division : 35 par le Flash de La Courneuve (1986-2019 série en cours).
- Plus ancienne année de la montée en Élite d'un club y étant toujours : 1986 par le Flash de La Courneuve.

## Victoires
- Plus grand nombre de victoires consécutives : 40 par le Flash de La Courneuve (2005-2008).
- Plus grand nombre de matchs consécutifs sans défaites (victoires ou matchs nuls) : 40 par le Flash de La Courneuve (2005-2008).
- Plus grand nombre de victoires consécutives à domicile : 28 par le Flash de La Courneuve (2005-2009).
- Plus grand nombre de matchs consécutifs sans défaites à domicile (victoires ou matchs nuls) : 28 par le Flash de La Courneuve (2005-2009).
- Plus grand nombre de victoires consécutives à l'extérieur (finales comprises) : 20 par le Flash de La Courneuve.
- Plus grand nombre de matchs consécutifs sans défaites à l'extérieur (victoires ou match nuls) (finales comprises) : 20 par le Flash de La Courneuve.
- Plus grand nombre de victoires en une saison (phases finales comprises) : 13 par les Argonautes d'Aix-en-Provence (1998). À l'époque, il y avait une participation en 1/4 de finale.

## Défaites
- Plus grand nombre de défaites consécutives : 12 par les Dauphins de Nice (2010-2012).
- Plus grand nombre de matchs consécutifs sans victoires (défaites, nuls et forfaits) : 12 par les Servals de Clermont-Ferrand (2008 à 2009) et les Dauphins de Nice (2010-2012).
- Plus grand nombre de défaites en une saison : 10 par les Météores de Fontenay (1998 et 2008) et les Dauphins de Nice (2011).
- Plus grand nombre de défaites consécutives en une saison : 10 par les Météores de Fontenay (1998 et 2008)  et les Dauphins de Nice (2011).
- Plus grand nombre de défaites consécutives à domicile : 9 par les Servals de Clermont-Ferrand (2008-2009).
- Plus grand nombre de défaites consécutives à l'extérieur : 15 par les Cougars Saint-Ouen-l'Aumône (2001-2004).

## Points

### Points minimum encaissés
- Plus grand nombre de matchs sans encaisser de points en une saison : 6 par les Argonautes d'Aix-en-Provence (1998).
- Plus grand nombre de matchs consécutifs sans encaisser de point en une saison : 4 par les Argonautes d'Aix-en-Provence (1998).
- Meilleur pourcentage en une saison : 100 % par les Flash de La Courneuve (2005-2007) et les Argonautes d'Aix-en-Provence (1998 et 2002).
- Plus petit nombre de point encaisser en une saison : 32 par les Argonautes d'Aix-en-Provence (1998).

### Points minimum inscrits
- Plus grand nombre de matchs sans inscrire de point en une saison : 7 par les Comètes de Montrabé (1998).
- Plus grand nombre de matchs consécutifs sans inscrire de point en une saison : 3 par les Servals de Clermont-Ferrand (2009), les Météores de Fontenay (1998), les Comètes de Montrabé (1998) et les Caïmans 72 du Mans (1997).
- Plus petit nombre de points inscrits en une saison : 25 par les Centaures de Grenoble (1998).
- Plus grand nombre de points encaissés en une saison : 434 par les Dauphins de Nice (2011).

### Points maximum inscrits
- Plus grand nombre de points inscrits en un match : 122 lors de la 6e journée de 2017 (Léopards de Rouen 60-62 Cougars Saint-Ouen-l'Aumône) - 103 lors de la finale 2000 (Flash de La Courneuve 68-35 Argonautes d'Aix-en-Provence).
- Plus grand nombre de points inscrits en une saison (phases finales comprises) : 584 par les Argonautes d'Aix-en-Provence (1998).
- Plus grand nombre de points inscrits en une saison (phases finales non comprises) : 504 par les Argonautes d'Aix-en-Provence (1998).
- Plus grand nombre de points inscrits par une équipe en un match : 84 par le Flash de La Courneuve contre les Molosses d'Asnières (2009).
- Plus grand nombre de points inscrits par une équipe sans encaisser de point : 84 par le Flash de La Courneuve contre les Molosses d'Asnières (2009).

### Différence (hors phases finales)
- Meilleure différence de points en une saison : 472 par les Argonautes d'Aix-en-Provence (1998).
- Plus mauvaise différence de points en une saison : -355 par les Météores de Fontenay (1998).